# Korscheltellus lupulinus
Espèce
Korscheltellus lupulinus, la Louvette ou petite hépiale du houblon, est une espèce de lépidoptères (papillons) de la famille des Hepialidae.

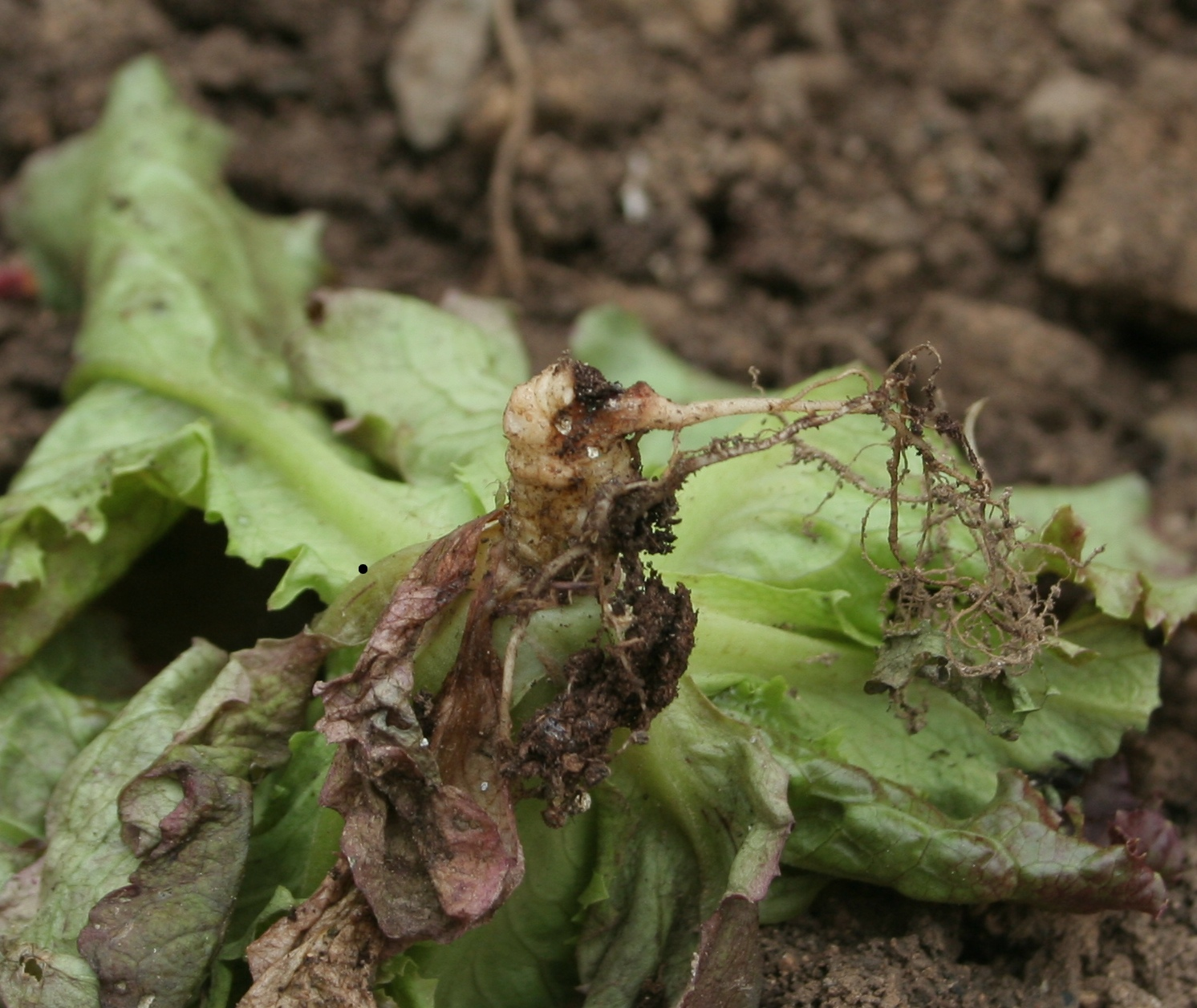
Collet racinaire de laitue rongé par une chenille de Louvette

## Biologie
Ce lépidoptère est nocturne, les adultes, attirés par la lumière artificielle, ne dépassent pas 30 mm d'envergure ; les larves sont des chenilles très polyphages, allongées, longues de maximum 38 mm, qui ont un mode de vie souterrain. Elles se nourrissent des racines de nombreuses plantes sauvages ou cultivées et peuvent devenir des ravageurs gênants dans les jardins en raison de leur préférence pour les collets racinaires des laitues notamment.

## Répartition
Espèce présente dans toute l'Europe, répandue en France.

## Cycle biologique

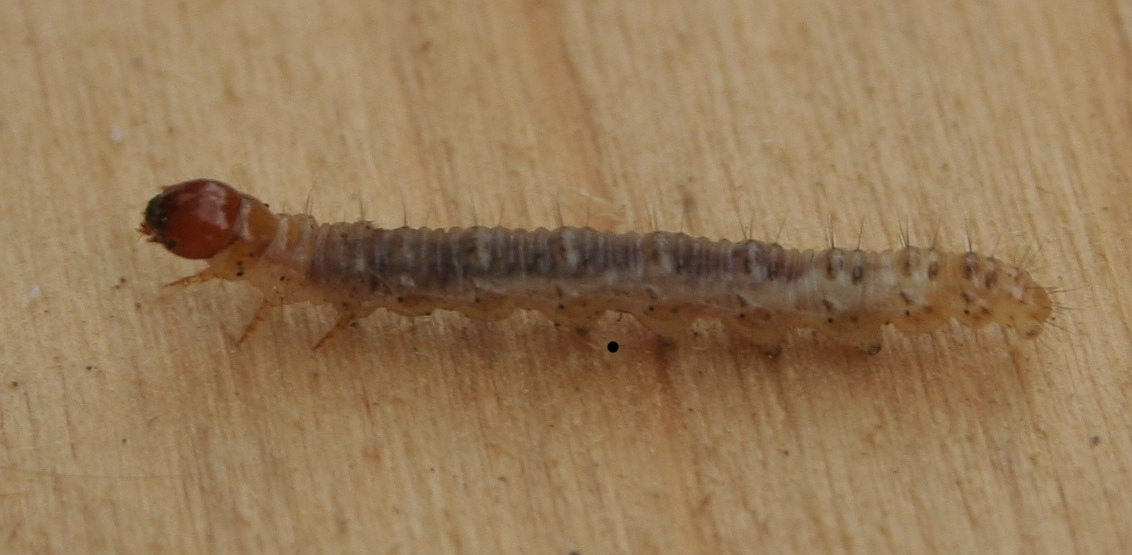
Chenille en avril avant nymphose

En Europe les adultes apparaissent en mai-juin. Il n'y a qu'une génération par an. Les femelles dispersent les œufs, parfois en grande quantité, à la base des plantes. Après une incubation de neuf jours, les petites chenilles s'enfoncent dans le sol et commencent leur période phytophage. Elles passent l'hiver dans le sol et continuent de s'alimenter jusqu'au printemps suivant. Elles entrent en nymphose en avril-mai pour redonner des adultes reproducteurs.

## Synonymie
- Hepialus lupulinus (Linnaeus, 1758)
- Korscheltellus lupulina (Linnaeus, 1758)
- Noctua lupulinus Linnaeus, 1758
- Pharmacis lupulina (Linnaeus, 1758)